# Али Ръза паша
Али Ръза паша (на турски: Ali Rıza Paşa) е османски офицер и политик, армейски командир по време на Балканската война в 1912 година, велик везир в периода 14 октомври 1919 – 2 март 1920 година, един от последните велики везири на султан Мехмед VI.

## Живот
Роден е в Истанбул в 1860 година в семейството на майор. Завършва османско военно училище в 1886 година. Учи в Германия.
От февруари до август 1903 година е битолски валия. След убийството на руския консул в Битоля Александър Ростковски, под руски натиск Ръза паша е заточен в Либия. В 1905 година е изпратен в Йемен, където потушава въстание.
След Младотурската революция в 1908 година от август до септември 1908 г. командва Втора армия. През декември става представител в Османския парламент. От август 1908 до април 1909 година е военен министър в кабинета на великия везери Мехмед Камил паша. Уволнен е след натиск от младотурската партия Комитет за единство и прогрес. Отново е назначен на същия пост в кабинета на Хюсеин Хилми паша, но е свален при Контрапреврата на Абдул Хамид II.
От октомври 1912 до май 1913 г. е командващ офицер на Западната турска армия по време на Балканската война. Неговите сили претърпяват огромни загуби от сръбската (Куманово, Прилеп, Битоля) и гръцката (Сарандапоро, Янина и Пенде Пигадиа) армии.
По време на Първата световна война при еднопартийното управление на Комитета за единство и прогрес, кариерата му заглъхва.
От ноември 1918 до март 1919 г. е министър на военноморските сили. От октомври 1919 до март 1920 г. е велик везир. От февруари 1921 до ноември 1922 г. е министър на благоустройството и същевременно от юни 1921 до юни 1922 г. е и министър на вътрешните работи.